# Hippodrome d'Epsom Downs
L’hippodrome d'Epsom Downs est un hippodrome à Epsom, en Angleterre, servant à des courses de plat.
L'hippodrome, propriété du Jockey Club, a une longue association avec la famille royale britannique, la reine fut souvent présente pour le Derby.

## Histoire
La première course mentionnée a lieu dans les North Downs en 1661, bien qu'une liste d'inhumation locale de 1625 fasse référence à « William Stanley qui, en courant la course, est tombé de son cheval et s'est cassé le cou » et dans certaines sources, c'est à partir des années 1640, il est donc probable que les courses aient été établies bien avant cela. En 1684, Epsom a un directeur de course et à partir de 1730 accueille des réunions de course deux fois par an.
À Epsom, le 3 mai 1769, le cheval de course Eclipse remporte la première victoire dans une carrière sans défaite.
À l'été 1779, Edward Smith-Stanley, 12e comte de Derby, organise une course pour lui et ses amis pour faire courir leurs pouliches de trois ans. Il la nomme les Chênes (Oaks) d'après son domaine voisin. La course connaît un tel succès que l'année suivante, en 1780, une nouvelle course est ajoutée pour les poulains et les pouliches de trois ans, le Derby. En 1784, le parcours est allongé à sa distance actuelle d'un mile et demi. Le Tattenham Corner est créé.
Henry Dorling est le premier directeur de course en 1840.
En 1913, la suffragette Emily Davison se jette devant le cheval Anmer, propriété du roi George V, le faisant tomber. Davison est grièvement blessée et meurt quatre jours plus tard.
En 2009, l'hippodrome ouvre la nouvelle tribune de la duchesse. Elle a une capacité de 11 000 places et dispose d'une salle de 960 m2. Elle peut être utilisée pour des banquets, des conférences et des expositions. Le coût estimé de la construction par Willmott Dixon est de 23,5 millions de livres sterling.

## Description
L'hippodrome se situe entre Epsom, Tadworth et Langley Vale. Comme il se trouve dans un espace public, aucune réunion ne fait l'objet d'une entrée payante. Il est un hippodrome difficile pour les chevaux inexpérimentés et une véritable épreuve d'endurance pour ceux qui ont l'habitude du mille (1 609 m). Le parcours comprend une montée vers le sommet de la colline suivie d'un large virage à gauche (Tattenham Corner) avant que les chevaux descendent vers la ligne droite. La ligne droite d'un demi-mile est principalement en descente, avec une dernière ascension abrupte dans les cent derniers mètres. La nature principalement en descente de la ligne droite signifie que les temps des courses de sprint ont tendance à être beaucoup plus rapides que ceux des pistes plus plates.
Epsom Downs abrite le troisième plus grand centre d'entraînement de chevaux de course du pays. L'installation est gérée par la société des entraîneurs d'Epsom. Onze entraîneurs utilisent l'installation.
Le lieu est desservi par la ligne de chemin de fer d'Epsom Downs ainsi que par la gare de Tattenham Corner, où la reine descend du British Royal Train les jours de course.

## Courses importantes
| Mois  | Saison        | Jour     | Nom de la course            | Type | Niveau     | Distance | Âge/Sexe                    |
| ----- | ------------- | -------- | --------------------------- | ---- | ---------- | -------- | --------------------------- |
| avril | April Meeting | Mercredi | City and Suburban Handicap  | Plat | Handicap   | 2 027 m  | 4 ans et plus               |
| avril | April Meeting | Mercredi | Great Metropolitan Handicap | Plat | Handicap   | 2 420 m  | 4 ans et plus               |
| avril | April Meeting | Mercredi | Blue Riband Trial Stakes    | Plat | Conditions | 2 027 m  | 3 ans seulement             |
| juin  | Derby         | Jeudi    | Woodcote Stakes             | Plat | Conditions | 1 207 m  | 2 ans seulement             |
| juin  | Derby         | Jeudi    | The Oaks                    | Plat | Groupe 1   | 2 420 m  | Femelles de 3 ans seulement |
| juin  | Derby         | Jeudi    | Coronation Cup              | Plat | Groupe 1   | 2 420 m  | 4 ans et plus               |
| juin  | Derby         | Jeudi    | Surrey Stakes               | Plat | Listed     | 1 409 m  | 3 ans seulement             |
| juin  | Derby         | Samedi   | Princess Elizabeth Stakes   | Plat | Groupe 3   | 1 713 m  | 3 ans et plus               |
| juin  | Derby         | Samedi   | Diomed Stakes               | Plat | Groupe 3   | 1 713 m  | 3 ans                       |
| juin  | Derby         | Samedi   | The Derby                   | Plat | Groupe 1   | 2 420 m  | 3 ans et plus               |

Autres courses
- Epsom Dash

## Traduction
- (en) Cet article est partiellement ou en totalité issu de l’article de Wikipédia en anglais intitulé « Epsom Downs Racecourse » (voir la liste des auteurs).

1. ↑  Stephen Clarke, Elizabeth II ou l humour souverain, Albin Michel, 2018, 234 p. (ISBN 9782226430540, lire en ligne)
2. ↑  (en) « The Derby & The suffragettes », sur Jockey Club (consulté le 15 avril 2022)